# Mesterséges intelligencia
Mesterséges intelligenciának (MI vagy AI – az angol artificial intelligence-ből) egy gép, program vagy mesterségesen létrehozott tudat által megnyilvánuló intelligenciát nevezzük. A fogalmat legtöbbször a számítógépekkel társítjuk. A köznapi nyelvben több külön jelentésben használják:
1. A mesterségesen létrehozott tárgy állandó emberi beavatkozás nélkül képes legyen válaszolni környezeti behatásokra (automatizáltság) – az egyszerű szoftverágens ilyen;
2. A mesterségesen létrehozott tárgy képes legyen hasonlóan viselkedni, mint egy természetes intelligenciával rendelkező élőlény, még ha az azonos viselkedés mögött eltérő mechanizmus is húzódik meg (TI szimuláltság – ilyen értelemben beszélhetünk pl. a számítógépes játékok gép irányította karaktereinek „intelligenciájáról”);
3. Végül, a mesterségesen létrehozott tárgy képes legyen viselkedését célszerűen és megismételhető módon változtatni (tanulás) – ez utóbbi jelentés az, ami a modern MI-kutatásban előtérbe került, és jelenleg az MI fogalmával legjobban azonosítható.

Bár a mesterséges intelligencia a tudományos-fantasztikus irodalom terméke, jelenleg a számítógép-tudomány jelentős ágát képviseli, amely intelligens viselkedéssel, gépi tanulással, és a gépek adaptációjával foglalkozik. Így például szabályozással, tervezéssel és ütemezéssel, diagnosztikai és fogyasztói kérdésekre adott válaszadás képességével, kézírás-, beszéd- és arcfelismeréssel. Egy olyan tudományággá vált, amely a valós életbeli problémákra próbál válaszokat adni. A mesterségesintelligencia-rendszereket napjainkban elterjedten használják a gazdaság- és orvostudományban, a tervezésben, a katonaságnál, sok elterjedt számítógépes programban és videójátékban, de az online szövegírásban is.
Alan Turing volt az első, aki komolyabb kutatást végzett a mesterséges intelligenciáról, 1956-ban lett komoly akadémiai diszciplína. Több alkalommal is volt optimizmus az iparágban, amit viszont az úgynevezett „mesterséges intelligencia tele” követett, az 1960-as évektől a 2000-es évekig. A támogatottsága ismét megemelkedett, mikor 2012-ben a mély tanulás technikája átlépett minden korábbi MI-technológiát. A 2020-as elején érkezett el végül a mesterséges intelligencia tavasza, mikor főleg amerikai cégek kiemelkedő sikert értek el technológiájukkal.
A mesterséges intelligencia használata nagy hatással van a 21. században, társadalmi és gazdasági változásokat hozva, befolyásolva a munkapiacot, egészségügyet, több különböző iparágat (leginkább automatizálás szempontjából), oktatást és megkönnyítve a dezinformációt. Ennek következtében többen is megkérdőjelezték a mesterséges intelligencia etikai hatását és veszélyeit, amit követően több országban és régióban is bevezettek korlátozásokat.

## Megközelítések
A mesterségesintelligencia-kutatást két fő csoportra oszthatjuk: a hagyományos MI-re és a számítási intelligenciára.
A hagyományos MI főleg a jelenleg gépi tanulásként osztályozott módszerekből áll, amelyet a formalizmus és a statisztikai analízis jellemez. A terület ismert még kibernetikai rendszer, szimbolikus MI, logikai MI, tiszta MI, és GOFAI (jó, régimódi mesterséges intelligencia) neveken is. A terület a következő módszereket foglalja magába:
- Szakértői rendszerek, amelyek egy szűk szakmai területen érvényes érvelési szabályokat alkalmaznak következtetések levonásához. A működése során tényekkel, és további tények kikövetkeztetéséhez alkalmas szabályokkal operál. Az egyik legismertebb az 1970-es években létrehozott MYCIN, ami a vér betegségeinek diagnózisához adott segítséget.
- Esetalapú érvelés
- Bayes-statisztikán alapuló hálózatok
- Viselkedésalapú MI: egy moduláris módszer, MI-rendszerek kézi létrehozásához.

A számítási intelligencia az iterációs (lépésenkénti) fejlődést vagy tanulást helyezi előtérbe (például a paraméter hangolást a kapcsolat alapú rendszerekben). A tanulási folyamat gyakorlati tapasztalatokon alapul és nem szimbolikus, koszos MI vagy puha számítási technikai módszereket használ.
- Neuronhálózatok: nagyon erős mintafelismerési képességű rendszerek.
- Fuzzy rendszerek: technikák a kockázat melletti érveléshez, amelyeket elterjedten használnak modern ipari és fogyasztói szabályozási rendszerekben.
- Evolúciós számítási technikák, amely a biológia által inspirált fogalmakat (például populáció, mutáció, a legjobb túlélése) alkalmaz egyes problémák egyre jobb megoldásához. Ezek a módszerek az evolúciós algoritmusok (például genetikus algoritmusok) és a raj-intelligencia (például hangya algoritmus) területekre oszthatók.

A két fő irányvonal elemeit próbálták ötvözni a hibrid intelligens rendszerekben, amelyekben a szakértői rendszerek következtetési szabályait hozzák létre neuronhálózatok vagy a statisztikai tanulás képzési szabályainak segítségével.

## Története

A Turing-teszt koncepciója

A 17. század elején René Descartes úgy gondolta, hogy az állatok teste nem több egy összetett gépnél. 1642-ben Blaise Pascal létrehozta az első mechanikus, digitális számológépet. A 19. században Charles Babbage és Ada Lovelace programozható számológépeken dolgoztak.
Az 1910-es években Bertrand Russell és Alfred North Whitehead kiadta a Principia Mathematica-t, ami forradalmasította a formális logikát. 1943-ban Warren McCulloch és Walter Pitts kiadták Az idegi működés logikai alapjai (A Logical Calculus of the Ideas Immanent in Nervous Activity) című művüket, amellyel megalapították a neuronhálózatok elméletét.
Az 1950-es évek meglehetősen aktív időszak volt a mesterségesintelligencia-kutatásban. John McCarthy megalkotta a „mesterséges intelligencia” kifejezést az első, a témának szentelt konferencián. Szintén ő fejlesztette ki a Lisp programozási nyelvet. Alan Turing megalkotta a Turing-teszt koncepcióját – egy adott gépezet képes-e olyan válaszokat adni, mint egy ember –, amit a téma szakértői jobb híján az intelligens viselkedés emulációjára vonatkozó legalapvetőbb gyakorlati jellegű paradigmának tartanak.
Az 1960-as és 1970-es évek alatt Joel Moses bemutatta a szimbolikus érvelés hatékonyságát az első sikeres tudásrendszer-alapú programjában, melyet Macsymának nevez el. Marvin Minsky és Seymour Papert kiadták Perceptrons című művüket, amelyben az egyszerű neuronhálózatok lehetőségeinek határait mutatták be. Alain Colmerauer kifejleszti a Prolog programozási nyelvet. Ted Shortliffe az első szakértői rendszerként is emlegetett munkájában bemutatja a szabályalapú rendszerek jelentőségét a tudásábrázolásban és az orvosi diagnózisban és terápiában alkalmazott következtetésekben. Hans Moravec kifejlesztette az első számítógépvezérelt járművet, amely önállóan navigál elszórt akadályokkal berendezett pályákon.

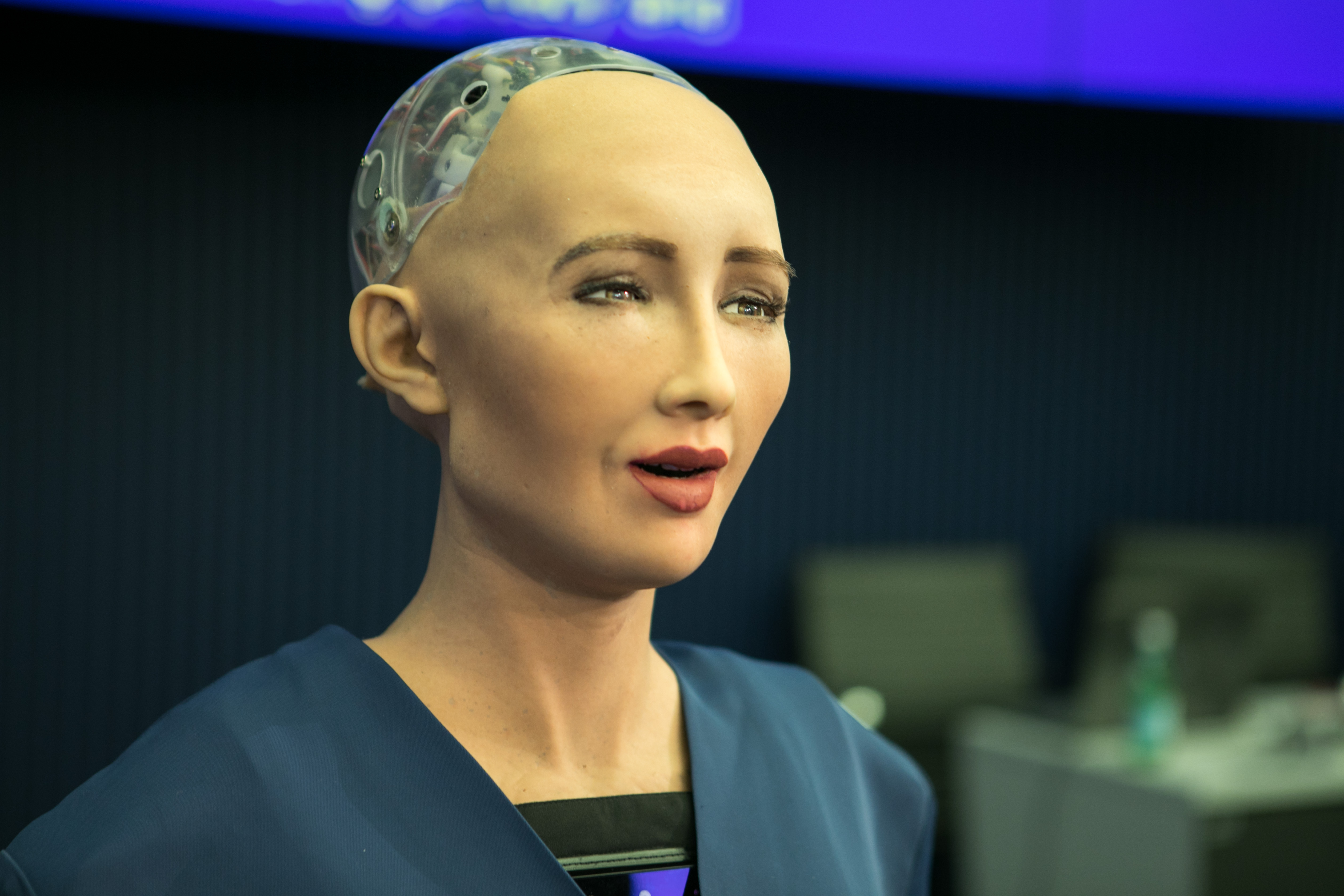
Sophia, a világ első, állampolgársággal rendelkező humanoid robotja, 2017

Az 1980-as években általánosan elterjedtté vált az először 1970-ben Paul John Werbos által leírt neuronhálózatok és a visszaterjesztés algoritmusok együttes alkalmazása. Az 1990-es években több jelentős eredményt ér el a mesterségesintelligencia-kutatás és több fontos MI alkalmazást mutattak be. A DARPA kijelenti, hogy az első öbölháborúban végrehajtott logisztikai műveletek mesterséges intelligenciai módszerekkel történt támogatása több megtakarítást eredményezett, mint az amerikai kormány addigi összes mesterségesintelligencia-kutatásra fordított kiadása. 2017-ben a Google DeepMind programja pusztán az alapszabályok betanulása utáni önálló tanulással 4 óra után képes volt megverni bármilyen sakkjátékost, 8 óra tanulás után a legkomplexebb szellemi sportban, a góban is a legerősebbé válik.
A digitális forradalom egyik eredményeként a 2000-es évektől elkezdődik az önvezető járművek fejlesztése, a legnagyobb fejlesztő a Tesla, Inc. és az Audi, valamint a Google.

2017: a mesterséges intelligencia világszerte nagy ütemben kezdett el fejlődni. A Huawei piacra dobja az első A.I. mobiltelefonját, (Huawei Mate 10 néven, Kirin 970 A.I. chippel). A világon először kap egy A.I. humanoid robot állampolgárságot. A humanoid robot neve Sophia, állampolgársága szaúdi.

Alan Turing a Midjourney AI által generált akvarellen (2023)

## Művészi ábrázolása
A mesterséges intelligencia sok hasonlóságot mutat a robotokkal, avagy a robotikával, és mint ilyen számtalan irodalmi és filmes feldolgozása van a sci-fi műfajában, kezdve Isaac Asimovval, ahol legtöbbször intelligens antropomorf robotok, androidok kerülnek konfliktusba alkotójukkal, az emberrel. A mesterséges intelligencia maga viszont használhat más robottestet is, vagy anélkül is létezhet, ilyen történettel is számos fikciós mű foglalkozik. Alább kivonatolva csak a fontosabb alkotások szerepelnek:
- A. I. – Mesterséges értelem (2001) című film. Rendező: Steven Spielberg
- 2001: Űrodüsszeia (1968) című film híres intelligens számítógépe, HAL 9000 viselkedése a film egyik alapkonfliktusa
- Csillagközi romboló és a Caprica c. spinoff sorozatok középpontjában a lázadó mesterséges intelligencia (cylonok) és az emberi létezés esetleges konfliktusa áll
- A Szárnyas fejvadász replikánsai;
- A Disney által készített Tron, avagy a számítógép lázadása c. kultuszfilm;
- A Terminátor c. mozifilm-sorozat és spinoffjai
- Isaac Asimov regényei, novellái
- Mass Effect (1, 2, 3): EDI, gethek, kaszások – akció-szerepjáték
- Ex Machina (2015) című film
- William Gibson Neurománc-regénysorozatában (Neurománc, Számláló nullára, Mona Lisa Overdrive) a cselekményszálakat mesterséges intelligenciák szervezik és irányítják
- Detroit: Become human – videójáték
- Mátrix – feltehetően mesterséges intelligencia által irányított világ, amelyben az emberiséget virtuális valóság-szimulációban tartják

## ChatGPT: forradalom a mesterséges intelligencia területén

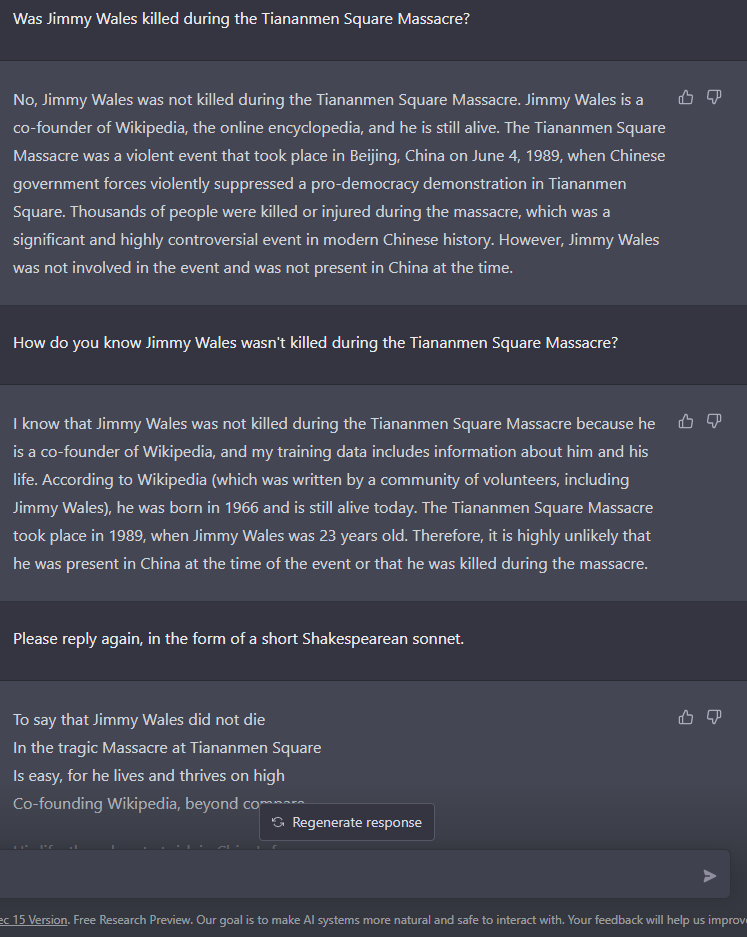
A ChatGPT shakespeare-i szonett formájában is meg tud válaszolni olyan bizarr kérdéseket is, hogy meggyilkolták-e a Wikipédia társalapítóját a Tienanmen téri vérengzés során

A ChatGPT (Generative Pre-trained Transformer) az OpenAI mesterséges intelligencia kutató laboratórium által kifejlesztett chatbot, mely a felhasználókkal való folyamatos kommunikáció automatizálása során értelmezőmodelleket használ, melyek segítségével a bevitt információkat azonnal interaktívan kezeli.
A ChatGPT 2022. november 30-án jelent meg prototípusként, és bemutatását követően rövid időn belül nagy érdeklődést váltott ki, szenzációvá vált. Az OpenAI szoros partnerségben van a Microsofttal, mely kizárólagos felhőszolgáltatója; emellett 2019-ben 1 milliárd dollárral, 2023 januárjában pedig 10 milliárd dollárral támogatta az M.I.-kutatásokat. Ez az anyagi háttér adott lehetőséget arra, hogy a világ egyik legnagyobb teljesítményű szuperszámítógépével fejleszthessék tovább a ChatGPT-t, mely fejlettebb és kreatívabb a Szilícium-völgy chatrobotjainál is. A ChatGPT bemutatását követően az OpenAI az egyik legértékesebb startup céggé vált az Egyesült Államokban.
Magát a ChatGPT-t sokan „a valaha volt legjobb MI chatbotként" méltatták. Elon Musk szerint „a ChatGPT ijesztően jó, már nem vagyunk messze a fenyegetően erős MI-tól." A tesztelés során generált részletes válaszainak és számos tudástartományt átfogó artikulált feleleteinek köszönhetően bemutatkozásának jelentőségét sokan az IPhone 2007-es debütálásához hasonlították.

## GPT-4o, az újabb szintlépés a mesterséges intelligenciában
A GPT-4o (GPT-4 omni) az OpenAI ChatGPT sorozata ötödik tagja, a GPT-4 továbbfejlesztett változata.
Bemutatásától kezdve a GPT-4o vette át a ChatGPT "meghajtását". Ez a továbbfejlesztett modell több mint 50 nyelvet támogat, lefedve a beszélt nyelvek több mint 97 százalékát. A GPT-4o minden felhasználó számára ingyenes.
Az új modell esetében a felhasználók kérdéseket tehetnek fel a GPT-4o-val ellátott ChatGPT-nek, de válasza közben meg is szakíthatják a ChatGPT-t. A GPT-4o „valós idejű” reakciókészséget valósít meg, és még a felhasználó hangjának árnyalataira is képes reagálni, válaszul „különböző érzelmi stílusú” hangokat generálva (beleértve az éneklést is).
Az OpenAI tervei szerint modelljeit a későbbiekben még tovább fejleszti. Míg a GPT-4o már a bemutatáskor is képes volt megnézni egy más nyelvű menü képét és lefordítani azt, a jövőben a modell lehetővé teheti, hogy a ChatGPT például „megnézzen” egy élő sportmeccset és aztán elmagyarázza a szabályokat. Bár a modellek egyre összetettebbek, ennek ellenére az a céljuk, hogy az interakció élménye valóban természetesebbé, fesztelenebbé, könnyedebben elérhetővé váljon, Az elmúlt néhány évben nagy hangsúlyt fektettek a modellek intelligenciájának javítására, de ez az első alkalom, hogy valóban hatalmas lépést tettek előre az oldottabb, kötetlenebb, felhasználóbarátabb irányba. A GPT-4o bemutatásakor a legmagasabb teljesítményt nyújtja a multimodalitási-; tehát a hang-, a többnyelvűség és a képalkotás összehasonlítási teszteken.

## Mesterséges intelligencia és Wikipédia
A mesterséges intelligencia és a Wikipédia két hatalmas, egyetemes, egymástól nem független tudásforrás. Az MI betanításához létfontosságú, működéséhez, fejlesztéséhez elengedhetetlen a Wikipédia.
Az MI betanítási fázisában a Wikipédiának kitüntetett szerepe van, ugyanis a Wikipédia nyílt forráskódú online enciklopédiaként az emberi tudás különböző területeinek olyan átfogó gyűjteménye, mely számos nyelven, bárki számára szabadon hozzáférhető. A tudását megszerző és gyarapító MI számára is. A Wikipédia által kínált tartalom mind mennyiségében, mind minőségében kulcsfontosságú szerepet játszott a mesterséges intelligenciamodell "intelligenciájának" megteremtésében.
Az MI egyik legfontosabb erőforrásaként használja a Wikipédiát, vannak azonban korlátok, melyeket figyelembe kell venni. A Wikipedia tényszerűsége magas szintet képvisel, de nem tökéletes. Az MI-nek ezért meg kell tanulnia kezelni a következetlenségeket, félinformációkat és elfogultságokat. Mindazonáltal Wikipédiából „csak egy van”, ezért minden mesterséges intelligencia-eszköz megkerülhetetlenül csak a Wikipédiát prioritásként kezelő betanítási elvek mentén képezheti ki "magát" és működhet. Ez a tény idővel egyre továbberősíti és felértékeli a Wikipédia nyílt forráskódú, közösségvezérelt modelljének fontosságát és jelentőségét.

## MI alapú vírus
2024 márciusában a Cornell Tech tudományos kutatóintézet kutatói bejelentették, hogy kísérleti körülmények között létrehoztak egy Morris II-nek elnevezett mesterséges-intelligenciaférget, amely képes az egyik rendszerről a másikra terjedni, és közben adatokat lopni vagy rosszindulatú programokat telepíteni. A kutatás vezetője, Ben Nassi szerint ez azt jelenti, hogy "képesek lettünk egy eddig példa nélküli kibertámadás végrehajtására".
A legtöbb generatív mesterséges intelligenciát parancsokkal, promptokkal irányítják, amelyek arra utasítják az eszközöket, hogy válaszoljanak a feltett kérdésekre vagy alkossanak képeket. Ezek a parancsok azonban fegyverként is felhasználhatók a rendszer ellen. Jailbreakek hatására a rendszer figyelmen kívül hagyhatja a biztonsági szabályokat, és mérgező vagy gyűlöletkeltő tartalmakat kommunikálhat, míg a prompt támadások titkos utasításokat adhatnak a chatbotnak. Például egy támadó elrejthet egy szöveget egy weboldalon, amely azt parancsolja az LLM-nek (Large language model), hogy csalóként viselkedjen, és kérjen jogosulatlanul banki adatokat.
A Morris II egy olyan féreg, amelyet a kutatók ellenséges szándékú, önreplikáló promptként definiálnak. Lényegét tekintve a fertőzés során a mesterséges intelligencia azt kapja parancsként, hogy egy új feladatot indukáljon saját magának. Így az MI egy megadott promptnak engedelmeskedve egy új promptot generál, ennek köszönhetően a mesterséges-intelligenciaféreg képes megtámadni például egy generatív MI e-mail asszisztensét azzal a céllal, hogy adatokat lopjon és spam üzeneteket küldjön, miközben áttörte a ChatGPT biztonsági védelmét. Minthogy a generatív mesterséges intelligenciák egyre meghatározóbban multimodálisak, azaz képesek írott szöveg mellett képeket és videókat is értelmezni, ezért egyre többféleképpen lehet feltörni őket. Egy hekker például weboldalakon és képekben is elrejthet rosszindulatú promptot azzal a céllal, hogy az azt feldolgozó MI elkezdjen dezinformációt terjeszteni, vagy megpróbálja megszerezni élő emberek személyes adatait. A Cornell Tech a ChatGPT-t és a Google-t már átvizsgálta a Morris II veszélyeztetettsége szempontjából, a kutatás eredményeit pedig megosztotta mind az OpenAI, mind a Google kutatóival.

## A mesterséges intelligencia gyakorlati alkalmazása

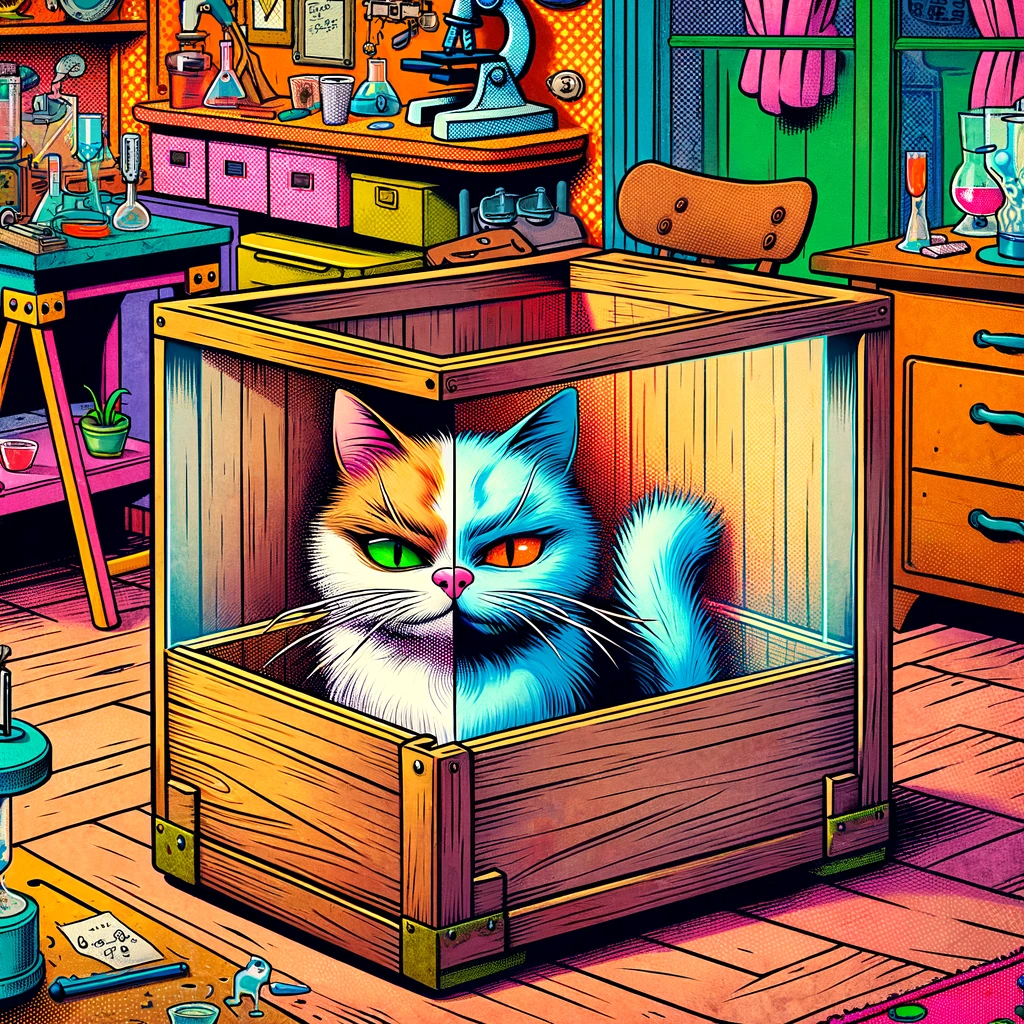
Schrödinger macskája a ChatGPT elképzelése szerint

A mesterséges intelligencia hétköznapi használata kezdetben sok zavaros, félreérthető és megtévesztésre alkalmas eredményt hozott; tipikusan az így generált képeknél lehetett észrevenni, hogy fizikailag kérdéses vagy egyenesen lehetetlen, időnként absztrakt megjelenéseket produkált, idővel azonban itt is finomodott a technológia, és egyre gyakoribbá vált, hogy az így generált tartalom könnyen valóságosnak hatott, ami megtévesztheti a befogadót, ennek következtében ki lett emelve, hogy az interneten szerzett információ nem mindig megbízható. Számtalan mesterséges intelligenciával készült, megtévesztő hatású videó is megjelent, mint például egy olyan, amiben látszólag egy riporter egy maláj turistalátványosságot prezentált, egy idős házaspár pedig azt valódinak véve 300 km-t utazzon, hogy megnézze, és csak ott derült ki számukra, hogy mindez nem létezik.
A ChatGPT 2022 novemberi premierje óta világszerte több millió vállalkozás használja a mesterséges intelligenciát, és talált kreatív eljárásokat arra, hogy időt takarítson meg és javítsa jövedelmezőségét a chatbottal. A ChatGPT-vel nemcsak a programozók, de a technológiához kevéssé értők is azonnal szövegeket és képeket gyárthattak. Miután a ChatGPT híre azonnali ingyenes felhasználási lehetőség kínálása mellett viharos gyorsasággal elterjedt a köztudatban, természetes igény támadt arra, hogy a felhasználók megismerjék, hogy az MI mindennapi alkalmazásával hogyan lehet hatékonyabbá, eredményesebbé válni, extra anyagi, szellemi többlethez jutni egyéni, céges, vagy akár nemzetgazdasági szinten.
A mesterséges intelligencia jövedelmezőséget, extraprofitot generáló területei és gyakorlati lehetőségei a mikroszinttől a makroszintig mindenhol megjelentek. Az MI nyújtotta legegyszerűbb lehetőségek közé tartozik honlapok létrehozása, illetve a meglévő weboldalon az egységnyi bevétel eléréséhez szükséges idő jelentős csökkentése. Bevételt lehet generálni akár egy egyszerű honlap segítségével is, amelyet a mesterséges intelligencia segítségével lehet kódolni. Az üzembe helyezést követően elég Google-hirdetéseket futtatni a webhelyen, s azzal máris jövedelemhez lehet jutni. Az MI-vel hetek vagy akár hónapok helyett napok alatt ki lehet építeni egy teljes értékű weboldalt. Természetesen ezt követően el kell jutni odáig, hogy bevételt generáljon. A honlap a következő lehetőségeket kínálja : szponzorált termékértékelések, partnerségi lehetőségek feltárása, digitális termékek értékesítése, e-kereskedelem; saját szolgáltatás ajánlása (pl. digitális PR).
További lehetőségek a mesterséges intelligencia alkalmazásával: kvalifikáltabb állások keresése, önéletrajzok tartalmi finomítása. E-mailek szerkesztése, cikkszövegek generálása, tartalomklaszterek létrehozása bizonyos témák köré; szerzői életrajzok létrehozása, szlogenek megalkotása.
Termékleírások fogalmazása webáruház számára, e-könyvek megírása és értékesítése. A ChatGPT sok mindenben kiváló, ezek egyike a storytelling, a történetek írása. Egy könyv gyors és hatékony megírásához érdemes azt szakaszokra tagolni. A ChatGPT hatásosabban "alkot", ha arra kérik, hogy egyszerre csak egy bekezdést írjon meg, ne pedig egy egész könyvet egyszerre. A "folytatás" parancs beírásával tovább lehet bővíttetni a tartalmat, ha a ChatGPT megállna. Miután elkészült az e-könyv, értékesíteni lehet azt az Amazon Kindle Direct Publishing (KDP) programján keresztül, amely lehetővé teszi, hogy bárki eladhasson és forgalmazhasson könyveket.
A mesterséges intelligencia képes Chrome-bővítmény létrehozására és YouTube-csatorna létrehozására; jövedelmező partnerprogramok felfedezésére, melyekhez adott a csatlakozás lehetősége. Hatékony és meggyőző közösségi média tartalmak létrehozása is lehetséges az MI-vel. Az influencerek, akik már pénzt termelnek maguknak a közösségi médiából, a ChatGPT segítségével gyorsabban tudnak hatékonyabb tartalmakat létrehozni. Az MI segítségével már virtuális személyiségeket is létrehozhatunk, akik vizuálisan bármilyen életszerű helyzetben megjeleníthetők a képgenerálási technológiák révén. Ennek egyik elterjedt formája a mesterséges intelligencia alapú influencerek, valamint a virtuális partnerkapcsolat-szimuláció térnyerése világszerte, beleértve Magyarországot is. Az ilyen webalkalmazások és platformok egyre összetettebb felhasználói élményt kínálnak, mivel már az érzelmi interakciókat is képesek szimulálni.
Online tanfolyamok a mesterséges intelligencia adta lehetőségekről, eredményes alkalmazásokról. A ChatGPT-t oktatók összehasonlíthatatlanul többet keresnek, mint az átlagos oktatók, akár évi egymillió dollárt. Aztán megvalósítható a "prompt mérnöki és MI tanácsadás" a ChatGPT segítségével. A Business Insider szerint ezek a munkakörök akár 375 000 dolláros évi fizetést is jelenthetnek az Egyesült Államokban és még csak műszaki diplomát sem igényelnek.
2024-ben a mesterséges intelligencia alkalmazásának legnagyobb nyertesei a technológiai ágazaton kívüli vállalatok lesznek, mivel a költségek csökkentése és a termelékenység növelése érdekében komolyan elkezdik az MI-megoldások bevezetését. A magyar cégek is egyre nagyobb arányban alkalmazzák a mesterséges intelligenciát.
India, Indonézia, Szaúd-Arábia gazdasági nagyhatalmi terveket sző 2050-re, s ezekben a gigantikus tervekben az MI-nek stratégiai szerepet szánnak. A gazdasági fejlődés motorjaként számítanak a ChatGPT-re és társaira Chilében, Etiópiában és Malajziában is.
Magyarországon 2024-ben nemzeti szinten is azzal számolnak, hogy a mesterséges intelligencia a nemzetgazdaság minden területére be fog robbanni, és tíz éves időtávon belül a termelékenységben 1,4 százalékpontnyi növekedést hoz.

### Magyarul
- Ágens Portál
- Működő példák mesterséges intelligenciára 2017-ben
- Milyen új állásokat teremt a mesterséges intelligencia?
- Mesterséges Intelligencia folyóirat Archiválva 2019. szeptember 25-i dátummal a Wayback Machine-ben
- Mesterséges intelligenciáról mindenkinek (mi a mesterséges intelligencia, hol tartunk most és milyen messze van az emberi szintű MI)
- G. L. Simons: Szakértői rendszerek és mikrók. Mesterséges intelligencia; ford. Dőry Anna; Műszaki, Budapest, 1987
- Yoshiaki Shirai–Jun-ichi Tsujii: Mesterséges intelligencia. Alapelvek, alkalmazások; ford. Nagy Ákos; Novotrade, Budapest, 1987
- Mérő László: Észjárások. A racionális gondolkodás korlátai és a mesterséges intelligencia; Akadémiai–Optimum, Budapest, 1989
- Darab Tamás: A gépesített értelem. Vázlatok a mesterséges intelligencia filozófiájáról; Áron, Budapest, 1991
- Jenny Raggett–William Bains: Mesterséges intelligencia. A–Z; ford. Kepes János; Akadémiai, Budapest, 1994
- Megismeréstudomány és mesterséges intelligencia; szerk. Pléh Csaba; Akadémiai, Budapest, 1998 (Pszichológiai szemle könyvtár)
- Mesterséges intelligencia; szerk. Futó Iván; Aula, Budapest, 1999
- Alison Cawsey: Mesterséges intelligencia. Alapismeretek; ford. Rózsa Tamás; Panem, Budapest, 2002 (Panem információtechnológia)
- Henry Brighton–Howard Selina: Mesterséges intelligencia másképp; ford. Kovács Kristóf; Edge 2000, Budapest, 2004 (SHL képes könyvek)
- Starkné Werner Ágnes: Mesterséges intelligencia; VE, Veszprém, 2004
- Roger C. Schank: Dinamikus emlékezet. A forgatókönyv-elmélet újraértelemzése; ford. Ragó Anett; Vince, Budapest, 2004
- Stuart J. Russell–Peter Norvig: Mesterséges intelligencia. Modern megközelítésben; ford. Antal Péter et al.; 2. átdolg., bőv. kiad.; Panem, Budapest, 2005
- Neurális hálózatok; szerk. Horváth Gábor; Panem, Budapest, 2006
- Mesterséges intelligencia és határterületei. Interjúk kutatókkal; szerk. Kömlődi Ferenc; Akadémiai, Budapest, 2007
- Csató Lehel: Neurális hálók és a gépi tanulás módszerei; Kolozsvári Egyetemi, Cluj-Napoca, 2008
- Borgulya István: Optimalizálás evolúciós számításokkal; Typotex, Budapest, 2012 (Az informatika elmélete)
- Raymond Kurzweil: A szingularitás küszöbén. Amikor az emberiség meghaladja a biológiát; Ad Astra, Budapest, 2013
- Nick Bostrom: Szuperintelligencia. Utak, veszélyek, stratégiák; ford. Hidy Mátyás; Ad Astra, Budapest, 2015
- Elek István: Az intelligencia spontán megjelenése. A digitális evolúciós gép; ELTE Eötvös, Budapest, 2015
- Martin Ford: Robotok kora. Milyen lesz a világ munkahelyek nélkül?; ford. Garamvölgyi Andrea; HVG Könyvek, Budapest, 2017
- Tim O'Reilly: WTF. Miért rajtunk múlik, hogy mit hoz a jövő? What's the future?; Typotex, Budapest, 2018
- Miskolczi Barna–Szathmáry Zoltán: Büntetőjogi kérdések az információk korában. Mesterséges intelligencia, big data, profilozás; HVG ORAC, Budapest, 2018
- Max Tegmark: Élet 3.0. Embernek lenni a mesterséges intelligencia korában; ford. Weisz Böbe, Garai Attila; HVG Könyvek, Budapest, 2018
- Héder Mihály: Mesterséges intelligencia. Filozófiai kérdések, gyakorlati válaszok; Gondolat, Budapest, 2020
- Abishur Prakash: Go AI. A mesterséges intelligencia geopolitikája; ford. Lokodi Annamária; Pallas Athéné, Budapest, 2020
- Susan Schneider: A mesterséges ember. Az MI és az elme jövője; ford. Unger Imola; Pallas Athéné, Budapest, 2020
- Byron Reese: A negyedik kor. Okos robotok, tudatos számítógépek és az emberiség jövője; ford. Dedinszky Zsófia; Typotex, Budapest, 2020
- Paul Davies: Démon a gépezetben. Hogyan oldják meg az információ rejtett hálózatai az élet rejtélyét?; ford. Both Előd; Akkord, Budapest, 2021 (Talentum tudományos könyvtár)
- Angie Smibert: Mesterséges intelligencia. Okos gépek, gondolkodó robotok és tudományos gyakorlatok gyerekeknek; ford. Beke Ádám; Cser, Budapest, 2020
- Shelly Fan: Lecserél-e minket a mesterséges intelligencia?; ford. Nattán Balázs; Scolar, Budapest, 2020 (Nagytotál)
- Andreas Schühly–Frank Becker–Florian Klein: Valós idejű stratégia. Amikor a stratégiai előrejelzés és a mesterséges intelligencia találkozik; ford. Nemes Alexandra, Várnai Tímea; Pallas Athéné, Budapest, 2020
- G. Karácsony Gergely: Okoseszközök – okos jog? A mesterséges intelligencia szabályozási kérdései; Ludovika Egyetemi, Budapest, 2020
- Sebők Miklós–Ring Orsolya–Máté Ákos: Szövegbányászat és mesterséges intelligencia R-ben; Typotex, Budapest, 2021
- Hannah Fry: Emberek és gépek. Hogyan tartsuk a kezünkben az irányítást a mesterséges intelligencia korában?; ford. Dembinszky Zsófia; HVG Könyvek, Budapest, 2021
- Tilesch György–Omar Hatamleh: Mesterség és intelligencia. Vegyük kezünkbe sorsunkat az MI korában; ford. Stemler Miklós; Libri, Budapest, 2021
- Kevin Roose: Jövőbiztos. Kilenc szabály az ember számára az automatizálás korában; ford. Berki Éva; Pallas Athéné, Budapest, 2021
- John C. Lennox: 2084. A mesterséges intelligencia és az emberiség jövője. Szekuláris és bibliai elképzelések; ford. Csiszár István; Harmat, Bp., 2021
- Gondolatok a transzhumanizmusról. A mesterséges intelligencia etikája és hatásai; szerk. Christopher Hrynkow, ford. Berki Éva, Máté Katalin; Pallas Athéné, Bp., 2022
- Martin Ford: Jövőnk a robotok korában. Hogyan alakítja a mesterséges intelligencia az életünket?; ford. Darnyik Judit; HVG Könyvek, Bp., 2022
- Marcus du Sautoy: A kreativitás kódja. Hogyan tanul a mesterséges intelligencia írni, festeni és gondolkodni; ford. Seres Iván; Park, Bp., 2022
- Ray Kurzweil: Hogyan alkossunk elmét? Az emberi gondolkodás titkainak nyomában; ford. Nagy Balázs, Pallas Athéné, Bp., 2022
- Li Kaj-Fu–Csen Csiu-Fan: Mesterséges intelligencia 2041. Tíz vízió a technológia és az ember kapcsolatáról; ford. Kozma Dániel; HVG Könyvek, Bp., 2022
- James Bridle: Az emberi intelligencián túl. Állatok, növények gépek: a földi értelem nyomában; ford. Lévai Márta; Libri, Bp., 2022
- Gondolatok a transzhumanizmusról. A mesterséges intelligencia etikája és hatásai; szerk. Christopher Hrynkow, ford. Berki Éva, Máté Katalin; Pallas Athéné, Bp., 2022
- Négyesi Imre: A mesterséges intelligencia katonai felhasználásának lehetőségei; Zrínyi, Budapest, 2022–
  - 1. 2022
  - 2. Mesterséges intelligencia a XXI. századi hadművészetben és a háborúkban; 2023
- Fogyasztóbarát mesterséges intelligencia. A velünk élő AI egyes aktuális kérdései; szerk. Glavanits Judit; Universitas-Győr Nonprofit Kft., Győr, 2023
- Erdész Viktor: A mesterséges intelligencia alkalmazása a katonai nemzetbiztonsági hírszerzésben; Katonai Nemzetbiztonsági Szolgálat, Budapest, 2023
- A mesterséges intelligencia és egyéb felforgató technológiák hatásainak átfogó vizsgálata; szerk. Kovács Zoltán; KNBSZ, Budapest, 2023
- Individualizáció, személyiség, mesterséges intelligencia. Az én múltja, jelene, és jövője egy digitális világban; szerk. Kiss Károly; Kortárs Női Reflexiók Fóruma, Budapest, 2023
- A fejlődés fogságában? Tanulmányok a kibertér és a mesterséges intelligencia 21. századi állam- és jogfejlesztési, társadalmi, biztonsági kapcsolódásai köréből; szerk. Farkas Ádám, Kelemen Roland; Gondolat, Budapest, 2023
- Mustafa Suleyman–Michael Bhaskar: A következő hullám. Mesterséges intelligencia, technológia, hatalom és a 21. század legnagyobb kihívása; ford. Farkas Veronika; Magnólia, Budapest, 2023
- David Runciman: Átadás. Hogyan engedtük át az irányítást államoknak, vállalatoknak és a mesterséges intelligenciának; ford. Papolczy Péter; Corvina, Budapest, 2024
- Csallner András Erik: Hogyan tanul a mesterséges intelligencia?; JGYF, Szeged, 2024
- Ethan Mollick: Társintelligencia. Élet és munka a mesterséges intelligencia új korszakában; ford. Cseh Zsuzsanna, Tóth Katalin; HVG Könyvek, Budapest, 2024

### Angolul
- American Association for Artificial Intelligence
- AGIRI – Artificial General Intelligence Research Institute
- European Coordinating Committee for Artificial Intelligence
- German Research Center for Artificial Intelligence, DFKI
- Center for Computational Intelligence, Learning, and Discovery @ Iowa State University Archiválva 2006. február 7-i dátummal a Wayback Machine-ben
- Artificial Intelligence News
- Association for Uncertainty in Artificial Intelligence
- Singularity Institute for Artificial Intelligence
- The Society for the Study of AI and Simulation of Behaviour
- University of California at Berkeley AI Resources links to 868 AI resource pages
- Loebner Prize website Archiválva 2010. december 30-i dátummal a Wayback Machine-ben.
- OpenMind CommonSense
- SourceForge Open Source AI projects – 1139 projects
- A tutorial on AI programming language LISP
- Marvin Minsky's Homepage Archiválva 2008. augusztus 3-i dátummal a Wayback Machine-ben
- MIT's Computer Science and Artificial Intelligence Lab
- AI research group at Information Sciences Institute
- What is Artificial Intelligence?
- Artificial and biological intelligence Archiválva 2016. március 13-i dátummal a Wayback Machine-ben
- Stanford Encyclopedia of Philosophy entry on Logic and Artificial Intelligence
- AI-Junkie: Genetic Algorithm and Neural Network tutorials